# اطلس کوپکو
اطلس کوپکو (به سوئدی: Atlas Copco) شرکت صنعتی سوئدی است، که در سال ۱۸۷۳ تأسیس شد. این شرکت تولیدکننده انواع ابزار و تجهیزات صنعتی، تجهیزات ساخت‌وساز و استخراج معادن، ژنراتورها و کمپرسورها می‌باشد.
شرکت اطلس کوپکو یک گروه صنعتی بین‌المللی است، که دفتر مرکزی آن در شهر استکهلم، سوئد قرار دارد. در سال ۲۰۱۰ این شرکت بالغ بر ۶۹ میلیارد کرون درآمد داشته‌است و شمار کارکنان آن بیش از ۳۳ هزار نفر می‌باشد. در حال حاضر اطلس کوپکو مالک ۶۸ کارخانه تولید تجهیزات صنعتی است، که در ۲۰ کشور گسترده می‌باشند.